# Церковь Казанской иконы Божией Матери (Петровское)
Церковь Казанской иконы Божией Матери — приходской храм Шатурского благочиния Московской епархии Русской православной церкви. Расположен в селе Петровском Шатурского района Московской области.

## История
1896—1900 годы — строительство храма в честь Казанской иконы Божией Матери. В храме три престола: средний — в честь Казанской иконы Пресвятой Богородицы, южный — в честь Преображения Господня и северный — во имя святителя Николая Чудотворца и святой мученицы царицы Александры.
Настоятелем храма в течение сорока лет являлся протоиерей Александр Сахаров. Во время гонений на Церковь отца Александра Сахарова в ночь с 15 на 16 ноября 1937 года арестовали, а 3 декабря расстреляли на полигоне в Бутове.
С 1 июня 1936 года в храме служил протоиерей Иоанн Тихомиров. В январе 1938 года следователь Шатурского районного отделения НКВД Сироткин допросил нескольких лжесвидетелей, которые дали такие показания:
«Поп Тихомиров враждебно настроен к существующему советскому строю. Будучи попом в церкви в селе Петровское, Тихомиров группировал вокруг себя антисоветский и церковный элемент, совместно с коими проводил контрреволюционную деятельность, направленную к подрыву советской власти. В ноябре 1937 года он среди колхозников, сожалея об арестованном за контрреволюционную деятельность попе Сахарове, с которым Тихомиров поддерживал близкие взаимоотношения, распространял контрреволюционную клевету на неправильные, по его заявлению, аресты и говорил: „Большевики мучают попов. Вот попа Сахарова арестовали и мучают ни за что. В день выборов будут голосовать не только за депутатов, но и за закрытие церкви, поэтому на них ходить не следует“. В 1937 году поп Тихомиров неоднократно у себя на квартире укрывал всяких бродячих попов и контрреволюционных церковников».
В 1957 году один из свидетелей, который в то время занимал должность начальника жилищного управления при городском совете, был передопрошен и рассказал, как развивались события в 1937—1938 годах:
«На основании указаний горкома партии Петровский актив решил закрыть церковь. При наличии попа это сделать было очень трудно. Одного попа Сахарова убрали, через некоторое время по ходатайству граждан прислали второго, Тихомирова. Я и мой друг Кирсанов решили зайти посоветоваться со следователем Сироткиным, каким образом его убрать. Он сказал нам, что всё оформит, только вы зайдите распишитесь. На следующий день мы к нему зашли и расписались в протоколах. Что в них было написано, мы не читали, не придавали этому особого значения, поскольку надо было любой ценой закрыть церковь. После того, как мы расписались, попа арестовали».
26 января 1938 года отец Иоанн Тихомиров был арестован и заключён в тюрьму Егорьевского района. На следующий день состоялся допрос:
«— Вы арестованы за активную контрреволюционную деятельность. Дайте по этому вопросу показания, — потребовал следователь. — Контрреволюционной деятельности я не вёл и виновным себя не признаю. — Вы показываете ложно, следствием установлено, что вы проводили контрреволюционную деятельность. Настаиваю на даче правдивых показаний. — Вторично заявляю, что никакой контрреволюционной деятельности я не вёл и виновным себя не считаю.»
Следствие на этом было закончено. 11 февраля 1938 года тройка НКВД по Московской области приговорила отца Иоанна Тихомирова к расстрелу за «контрреволюционную агитацию против выборов в Верховный Совет». 17 февраля 1938 года был расстрелян на полигоне Бутово под Москвой и погребён в безвестной общей могиле.
В 1938 году безбожные власти церковь закрыли и осквернили: здание переоборудовали под школу.
В 1996 году церковь была возвращена общине верующих Русской православной церкви, а в 1997 году возобновились богослужения.
Храм восстановлен в 1999 году.
В 2003 году священники Александр Сахаров и Иоанн Тихомиров прославлены в лике святых новомучеников Церкви Русской.

## Духовенство
- Настоятель храма — Священник Михаил Цыцаркин[3]